# NGC 6878
NGC 6878 ist eine Spiralgalaxie vom Hubble-Typ Sb im Sternbild Schütze am Südsternhimmel. Sie ist schätzungsweise 260 Millionen Lichtjahre von der Milchstraße entfernt.
Das Objekt wurde am 27. Juli 1834 von dem Astronomen John Herschel mit seinem 18,7-Zoll-Spiegelteleskop entdeckt.